# ويليام يياغر
ويليام يياغر (بالإنجليزية: William Yeager)‏ هو عالم حاسوب ومخترِع ومهندس أمريكي، ولد في 16 يونيو 1940 في سان فرانسيسكو في الولايات المتحدة.